# Palacio de Goyeneche (Nuevo Baztán)
El palacio de Goyeneche es un edificio de principios del siglo XVIII, situado en la localidad española de Nuevo Baztán, en la zona sureste de la Comunidad de Madrid. Fue levantado entre 1709 y 1713 en estilo barroco a partir de un diseño del arquitecto José de Churriguera. Era el núcleo central de un complejo industrial, ideado, promovido y desarrollado por el editor, periodista y político Juan de Goyeneche, que posteriormente dio origen al actual municipio de Nuevo Baztán. 
El palacio recibió la declaración de Monumento Histórico Artístico en 1941, junto con la iglesia de San Francisco Javier, anexa a la edificación, y las dos plazas situadas en la parte delantera y trasera. En el año 2000 el conjunto monumental fue catalogado como Bien de Interés Cultural por parte de la Comunidad de Madrid.

## Toponimia
El edificio toma su nombre del apellido de su promotor. También es conocido como palacio de Nuevo Baztán, localidad que, a su vez, recibe su topónimo de la villa navarra de Baztán, de donde era natural Goyeneche. 
Existen otros palacios con la misma denominación, impulsados igualmente por Juan de Goyeneche (es el caso del edificio madrileño que sirve de sede a la Real Academia de Bellas Artes de San Fernando, y de la desaparecida casona palaciega de Illana, en la provincia de Guadalajara), o por otros miembros de su familia (como el Palacio de Goyeneche de Arequipa, en Perú).
|                                |
| El escudo ajedrezado de Baztán |

|                                     |
| Escudo superior del Conde de Saceda |

|                                                        |
| Cara ornamental en la ménsula de soporte de la portada |

## Historia

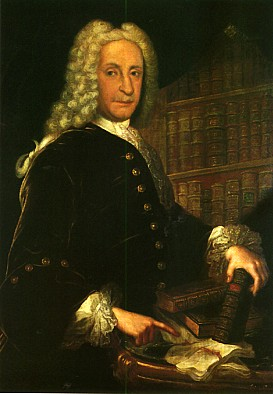
Retrato de Juan de Goyeneche, de Miguel Jacinto Meléndez

La historia de este palacio se vincula a la del complejo agrícola-industrial de Nuevo Baztán, puesto en marcha por Goyeneche a partir de 1709. Fue una iniciativa industrial pionera en España, que seguía, en buena parte, las corrientes del colbertismo, como se denomina al pensamiento político-económico de Jean-Baptiste Colbert, ministro del rey francés Luis XIV. 
El proyecto quedó descrito en 1722 en un informe elaborado por el arzobispado de Toledo, a cuya administración estaba adscrito el pueblo de La Olmeda de la Cebolla (actualmente, Olmeda de las Fuentes), donde fue desarrollado el citado complejo, en concreto, dentro del paraje conocido como Bosque del Acevedo:

Don Juan de Goyeneche, Señor de la Villa de La Olmeda de este Arzobispado, ha fundado a sus propias expensas un Lugar en un despoblado en el término y jurisdicción de la referida Villa de La Olmeda, llamado Nuevo Baztán, que tendrá ochenta casas, y más de quinientas personas, donde ha puesto fábricas de cristales, sombreros, pieles, y telares de seda, y lana, conduciendo maestros estrangeros, que enseñen a los naturales, con notable utilidad de aquella tierra, y con crecidas expensas suyas, plantando en sus cercanías olivas y viñas, y haziendo fructuoso el campo, que antes era inútil (...).

El complejo se extendía alrededor de un núcleo central de carácter monumental, formado por dos edificios anexos, el palacio de Goyeneche (donde residieron su fundador y sus herederos) y la Iglesia de san Francisco Javier. Son obra del arquitecto José de Churriguera y fueron construidos entre 1709 y 1713.

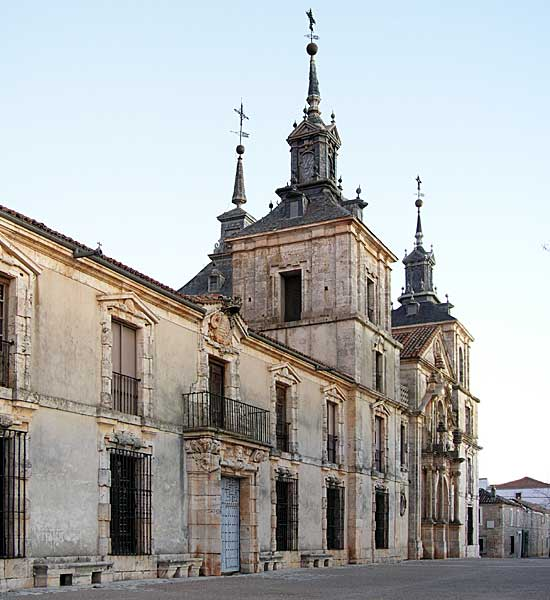
Vista del palacio de Goyeneche, integrado por dos estructuras contiguas: a la izquierda, el recinto palaciego propiamente dicho y, a la derecha, a mayor altura, la iglesia de San Francisco Javier.

Alrededor de ambos, se situaban las viviendas y fábricas, dispuestas en cuadrícula, a partir de un trazado urbanístico diseñado igualmente por Churriguera, del que solo se conservan algunos elementos. Todo el conjunto estaba concebido a modo de cortijo-pueblo, con estructuras interdependientes.
Las fábricas fueron realizadas en varias fases. La primera que abrió sus puertas fue la de paños (1710), instalada cerca del casco urbano de La Olmeda. En 1715 empezaron a funcionar las factorías de sombreros, municiones y textiles, ubicadas ya dentro del complejo de Nuevo Baztán. Posteriormente se inauguraron las fábricas de aguardientes y aguas (1716) y de cristales y finos vidrios (1720). La expansión industrial del lugar vino acompañada de la obtención de privilegios fiscales para la producción y venta de las manufacturas, concedidos en el año 1719, y de la consecución de una entidad jurídica propia, alcanzada en 1723, cuando Nuevo Baztán se independizó de La Olmeda. El complejo comenzó a entrar en decadencia en 1735, con la muerte de Juan de Goyeneche y el cese de algunos contratos, entre ellos el suscrito con el Ejército español. En 1748 solo funcionaban las fábricas de sombreros y paños, que cerraron definitivamente en 1778. 
Durante la guerra civil española el palacio quedó en la zona republicana y acogió a los prisioneros del Bando sublevado que trabajaron en la construcción del denominado "Ferrocarril de los cuarenta días".
Tras varios siglos de abandono, el Ministerio de Fomento ha procedido a la restauración del conjunto monumental y a su utilización para diferentes fines culturales. En octubre de 2003, fue instalada, dentro de unas dependencias próximas al recinto palaciego, la primera fase del Centro de Interpretación y Museo Etnográfico de Madrid. Al mismo tiempo, se ha barajado la posibilidad de convertir el palacio en un Centro Internacional del Arte, que albergaría parte de la colección pictórica de Carmen Cervera, a partir de una iniciativa de la Comunidad de Madrid.

## Descripción

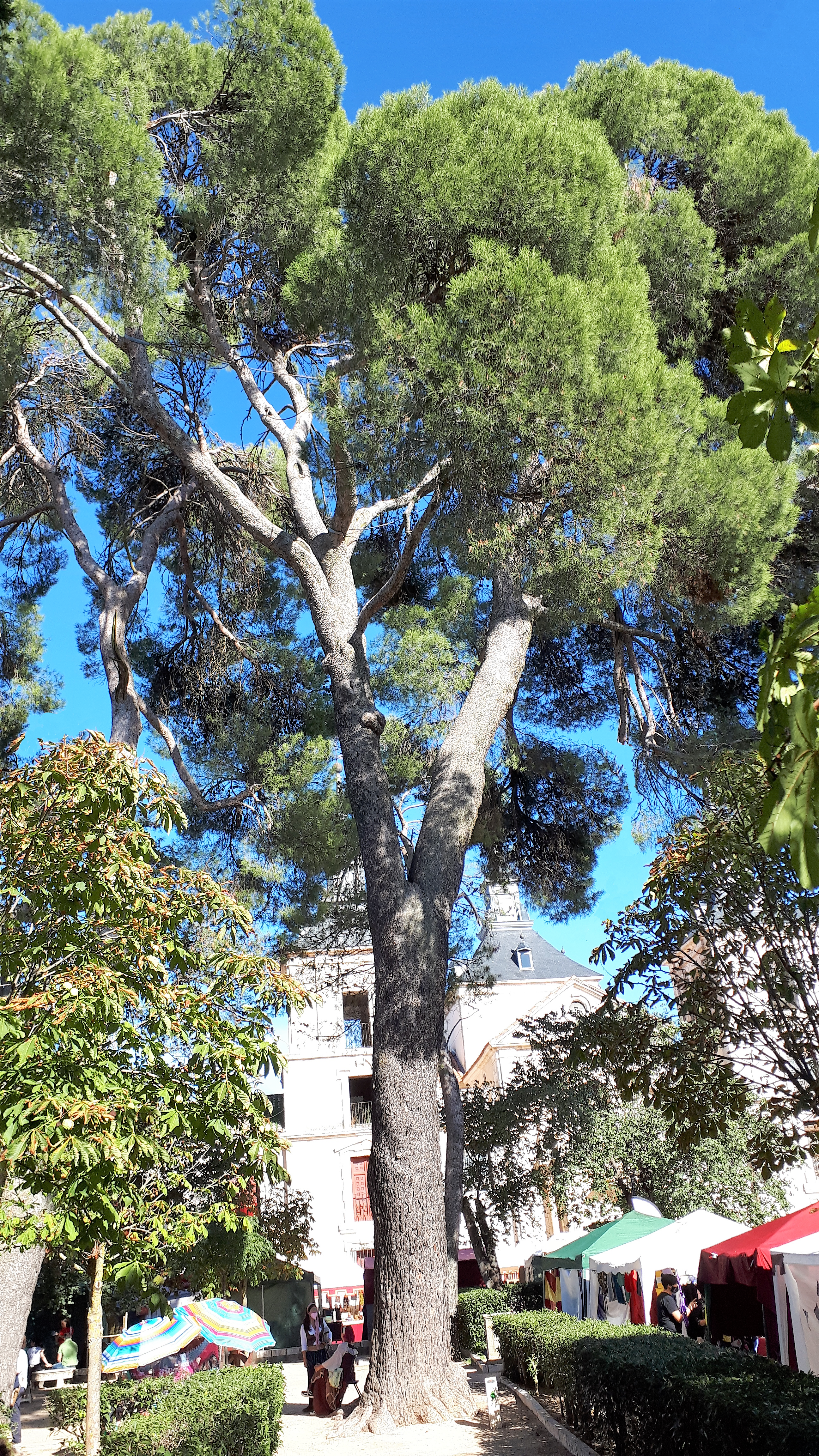
Pino carrasco del jardín del Palacio de Goyeneche. Árbol singular de la Comunidad de Madrid con el número 306.

El palacio de Goyeneche es una de las obras más representativas de la arquitectura barroca española. Consta de dos edificios principales, el recinto palaciego propiamente dicho y la Iglesia de san Francisco Javier, que, por su emplazamiento contiguo y trazas armónicas, conforman una estructura integrada. En los materiales empleados para la construcción, se combinan sillares de caliza y mampostería de piedra, recubierta con enfoscado.
Su arquitecto, José de Churriguera, fundador del estilo churrigueresco, junto con sus hermanos Joaquín y Alberto, se apartó de las pautas arquitectónicas de esta corriente e imprimió al conjunto un aire austero, con notables influencias herrerianas, aunque rotas por la asimetría de algunos volúmenes y otros efectos visuales.
El conjunto se completa con una serie de plazas y construcciones menores, de una y dos plantas, dispuestas siguiendo un plan urbanístico hipodámico.
El palacio es de planta rectangular y presenta dos plantas, organizadas en dos arquitecturas y separadas, en las fachadas, por una cornisa plana. Está flanqueado, en su esquina noroeste, por un torreón cuadrangular, dispuesto a cuatro alturas y rematado por una balaustrada de piedra, con cornisa saliente, acroteras y adornos de bola. 
La torre es el elemento que reúne los mayores motivos ornamentales, junto con la portada principal, presidida por el relieve de un león, que sostiene en sus fauces un tablero ajedrezado, en alusión al escudo heráldico del Valle de Baztán (Navarra). La entrada está enmarcada por el típico baquetón madrileño, columnilla cilíndrica característica de la arquitectura gótica, que bordea su contorno con esquinas dobladas. Este esquema se repite en las ventanas de la fachada principal del palacio, orientada al oeste, si bien con un menor grosor en el baquetón. 
En la parte superior de la entrada se sitúa un balcón de hierro forjado y, encima de éste, un escudo de armas correspondiente al conde de Saceda, título que Juan de Goyeneche consiguió para sus herederos. Fue instalado con posterioridad a la construcción del palacio.
El interior se distribuye alrededor de un patio rectangular, con un pozo en su parte central. Está delimitado por dos galerías de arcos de medio punto, que se unen mediante una escalera de características similares a la existente en el palacio de Goyeneche de Madrid (sede de la Real Academia de Bellas Artes de San Fernando), diseñado igualmente por José de Churriguera.